# Imanol Estévez Salas
Imanol Estévez Salas (Vitòria, 11 de gener de 1993) és un exciclista basc, professional del 2015 al 2017, quan decidí retirar-se per dedicar-se a l'aviació.

## Palmarès
- 2013
  - 1r a Laudio Saria
- 2014
  - 1r a la Volta a Cantàbria i vencedor d'una etapa
  - 1r al Circuit de Pascuas
  - 1r a la San Isidro Sari Nagusia
  - 1r a la Pentekostes Saria
  - 1r a la Pujada a Altzo
  - Vencedor d'una etapa a la Volta a Lleó
  - Vencedor d'una etapa a la Volta a Palència
- 2016
  - Vencedor d'una etapa a la Volta a l'Alentejo